# U-Bahn-Station Aspernstraße
Aspernstraße is een metrostation in het district Donaustadt van de Oostenrijkse hoofdstad Wenen. Het station werd geopend op 2 oktober 2010 en wordt bediend door lijn U2.
Het viaductstation ligt tussen de Aspernstraße en de Erzherzog-Karl-Straße. Naast het winkelcentrum aan de Wonkaplatz. Het was van 2 oktober 2010 tot 5 oktober 2013 het oostelijk eindpunt van de U2. Sinds de verlenging verder naar het oosten eindigen de metro's om en om hun dienst in Aspernstraße. Net als in de periode als eindpunt kunnen de betreffende metro's keren op het keerspoor ten noorden van het perron. Het eilandperron heeft drie toegangen waarvan een ten zuiden van de Erzherzog-Karl-Straße.
Door de ligging in het centrum van Aspern, direct aan de Donau Straße (B3), is het een belangrijk verkeersknooppunt in het oosten van de stad. Vijf buslijnen hebben hier hun eindpunt en daarnaast heeft buslijn  26A, tussen Kagran en Groß-Enzersdorf hier een halte, net als streekbussen uit het Marchfeld. Zodoende vormt het station de verbinding tussen de metro en de buslijnen uit de omliggende wijken (Hirschstetten en Essling) alsmede uit de omliggende plaatsen ten oosten van Wenen.

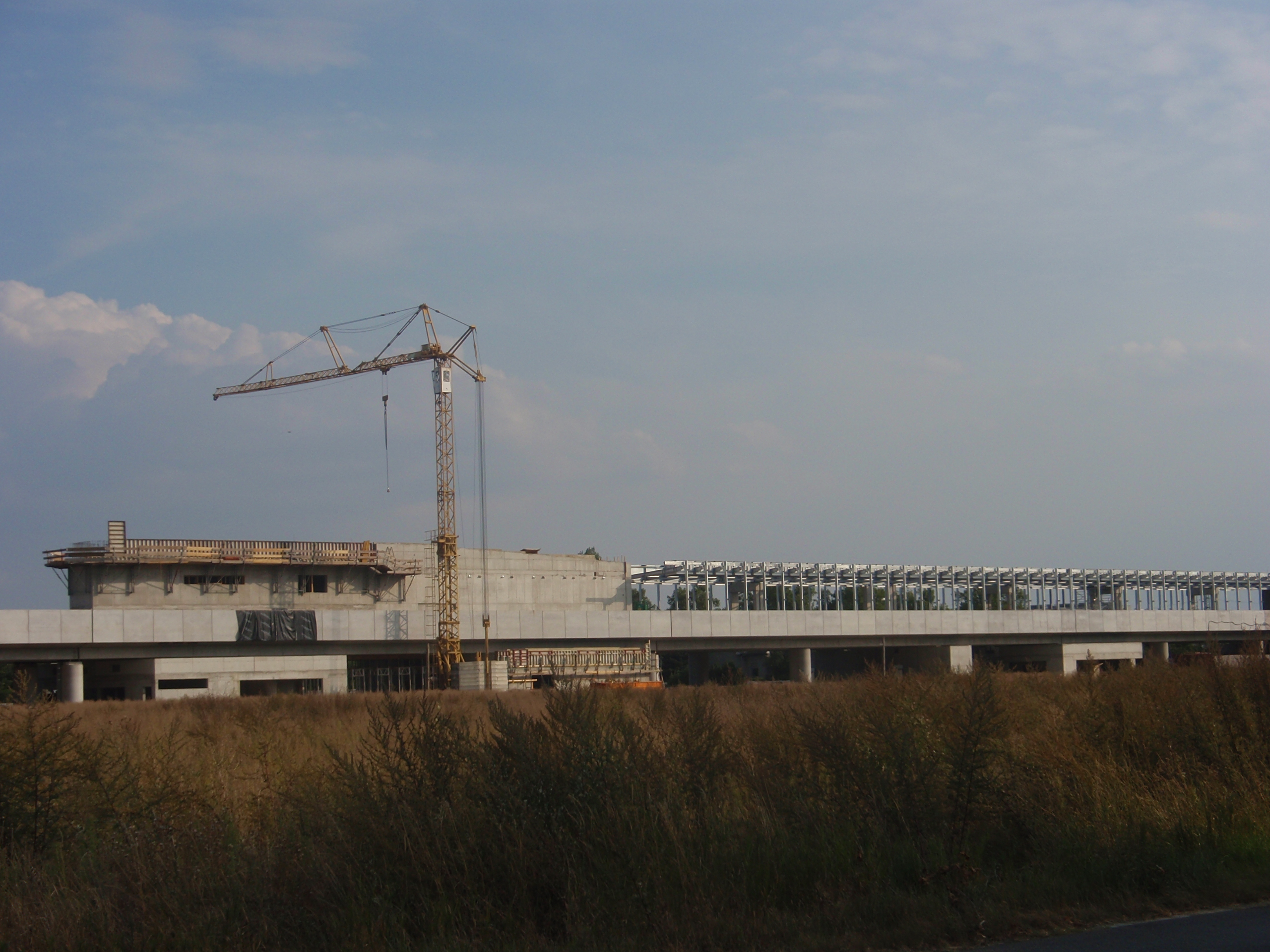
Het station in aanbouw in september 2008.
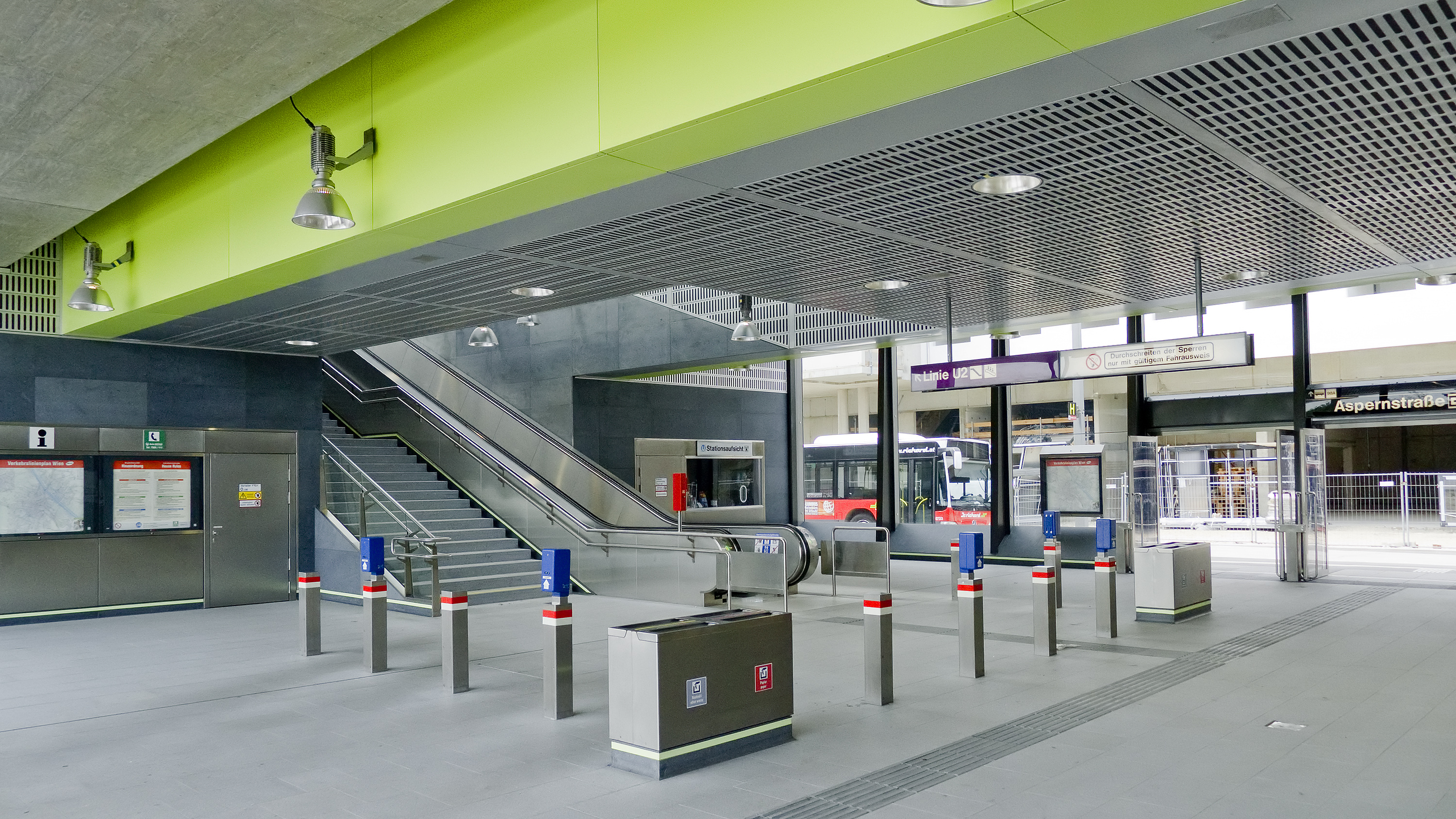
Stationshal.